# 비센테 게레로
비센테 게레로(Vicente Ramón Guerrero Saldaña, 1782년 8월 10일 ~ 1831년 2월 14일)는 멕시코의 군인이자 정치가로 멕시코 독립 전쟁의 손꼽히는 혁명 장군들 중 한 명이었다. 멕시코의 2대 대통령을 재임하였다.
1810년 군인이 되어 멕시코의 독립을 위해 호세 마리아 모렐로스의 명령으로 남서부 지역에서 혁명 운동을 벌였다. 1815년 모렐로스가 처형당하자 남은 독립군들을 이끌고 스페인에 대항하여 싸웠다.
1821년 아구스틴 데 이투르비데와 합류하여 보수 강령인 '이괄라 계획'을 발표한 뒤 스페인 군대를 무찌르고 독립을 달성했다. 그러나 오랫동안 혼란이 계속되었고 1828년 선거에서 보수파 후보 과달루페 빅토리아가 당선되자 진보파들이 반란을 일으켰고 이에 1829년 대통령이 되었다.
그러나 짧은 기간 대통령에 재위했고 나이든데다가 정치에서는 군사 분야만큼 역량을 발휘하지 못했다. 결국 부통령 아나스타시오 부스타만테의 반란으로 사임했고, 1831년 부스타만테에게 총살당했다.
그는 또한 멕시코의 정치인이자 지식인 비센테 리바 팔라시오의 할아버지이다.

## 같이 보기
- 필리핀계 멕시코인
- 멕시코의 역사